# Сент-Шапель
Святая капелла (Сент-Шапель, фр. Sainte Chapelle) — готическая капелла-реликварий на территории бывшего Королевского дворца (затем Консьержери) на острове Сите в Париже. Возведена Людовиком Святым в 1242—1248 годы. Обладает наиболее полным ансамблем витражного искусства XIII века, считается одной из самых красивых готических церквей небольших размеров.

## История

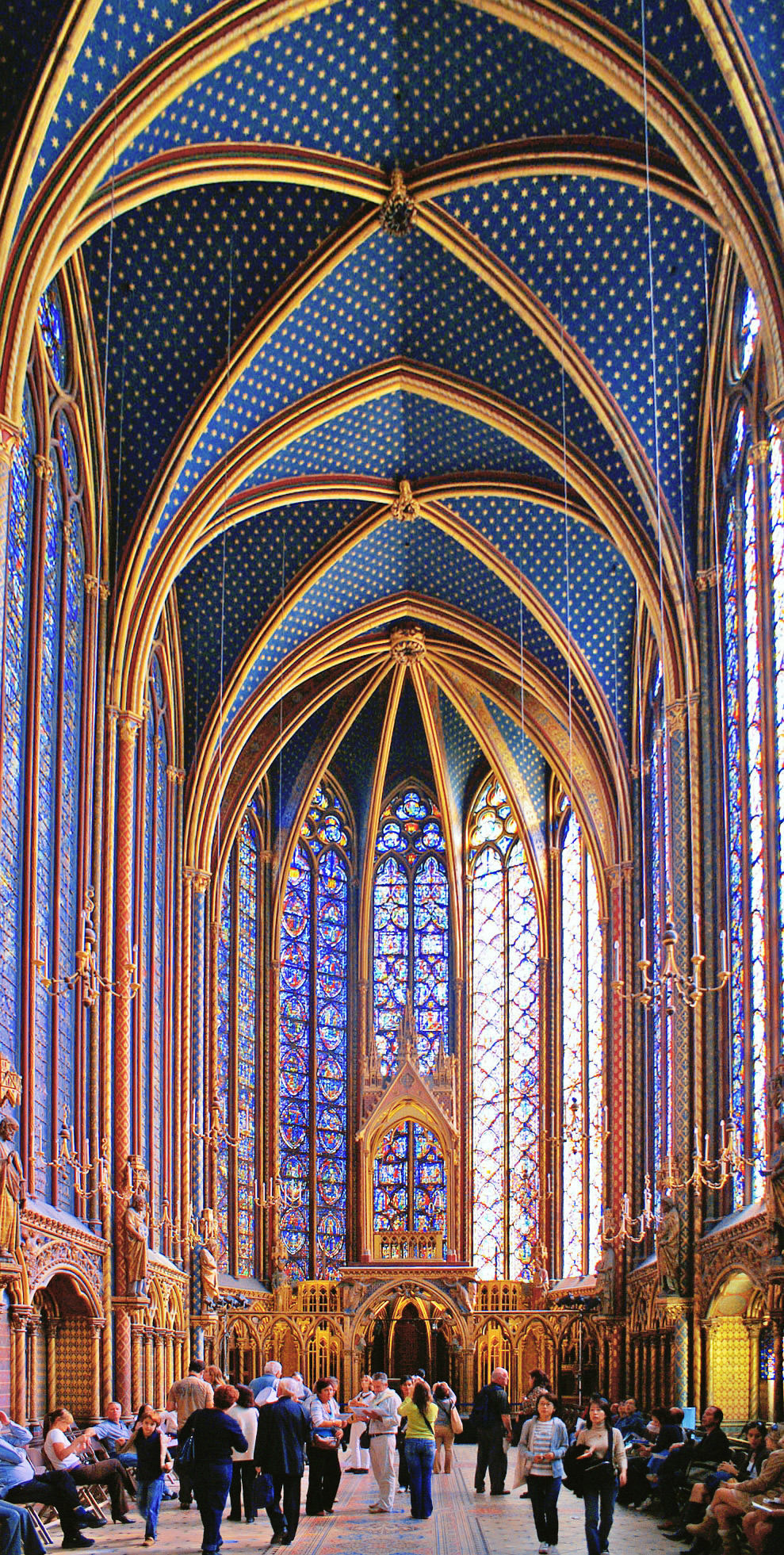
Верхняя капелла

Капелла была задумана Людовиком Святым как место хранения священных реликвий, вывезенных крестоносцами из разграбленного в ходе крестового похода Константинополя. Главной среди них был «Терновый венец, обагрённый кровью Христа», обладание которым должно было упрочить влияние французского королевства в христианском мире. В 1239 году Людовик приобрёл венец, по некоторым данным, за огромную сумму в 135 тысяч ливров у Латинского императора Балдуина II. Точнее, Балдуин II заложил терновый венец венецианцам, у которых он был выкуплен Людовиком Святым. В августе 1239 года терновый венец прибыл в Париж, куда позже были доставлены частицы Креста Господня, копьё Лонгина и другие предметы-свидетели Ветхого и Нового Заветов.
Для святынь такого ранга потребовалось достойное архитектурное обрамление, и на месте старой королевской капеллы Святого Николая была возведена новая церковь. Она была построена в рекордно короткий срок, с 1242 по 1248 годы, предположительно, под руководством Пьера из Монтрейля, одного из крупнейших архитекторов готики. За образец была взята Святая Капелла при Сен-Жерменском замке, ставшая временным местом хранения реликвий до освящения Сент-Шапель. Постройка обошлась казне «всего» в 40 тысяч ливров, что в три раза дешевле стоимости тернового венца. Дата закладки капеллы неизвестна, но есть точная дата дня освящения Сент-Шапель — 26 апреля 1248 года.
За свою многовековую историю церковь подвергалась нескольким реставрациям. В частности, в ходе работ в XV веке были заменены шпиль капеллы и круглый витраж на западной стороне.
Будучи символом королевской власти и религии, капелла сильно пострадала во время французской революции. Были разграблены мебель и реликвии, разбиты тимпаны, сломан шпиль. Органы были перевезены в церковь Сен-Жермен-л'Осерруа. Большинство статуй были спасены французским археологом Александром Ленуаром и ныне находятся в здании Сент-Шапель. В результате разграбления часть священных реликвий была утеряна, сохранившиеся находятся в Парижской Национальной библиотеке, а терновый венец хранится в Соборе Парижской Богоматери.
В 1803 году витражи Сент-Шапель были сняты на два метра по высоте, а здание превращено в архивный склад. Снятые витражи были либо проданы, либо уничтожены. В настоящее время часть сохранившихся витражей находится в музеях: три медальона — в Филадельфийском музее искусств, часть витражных секций — в парижском музее Клюни и в музее Виктории и Альберта в Лондоне.
Большие реставрационные работы в здании были начаты в 1837 году. Ими руководили архитекторы Виолле-ле-Дюк, Феликс Луи Жак Дюбан и Лассюс. Капелла и оставшиеся витражи XIII столетия были полностью отреставрированы, кроме того, воссоздан новый деревянный шпиль, являющийся точной копией шпиля XV века.
В 2008 году начата реставрация семи витражей, стоимостью в €10 млн. Работы окончились в 2015 году, к 800-летию с рождения Людовика Святого.

## Устройство

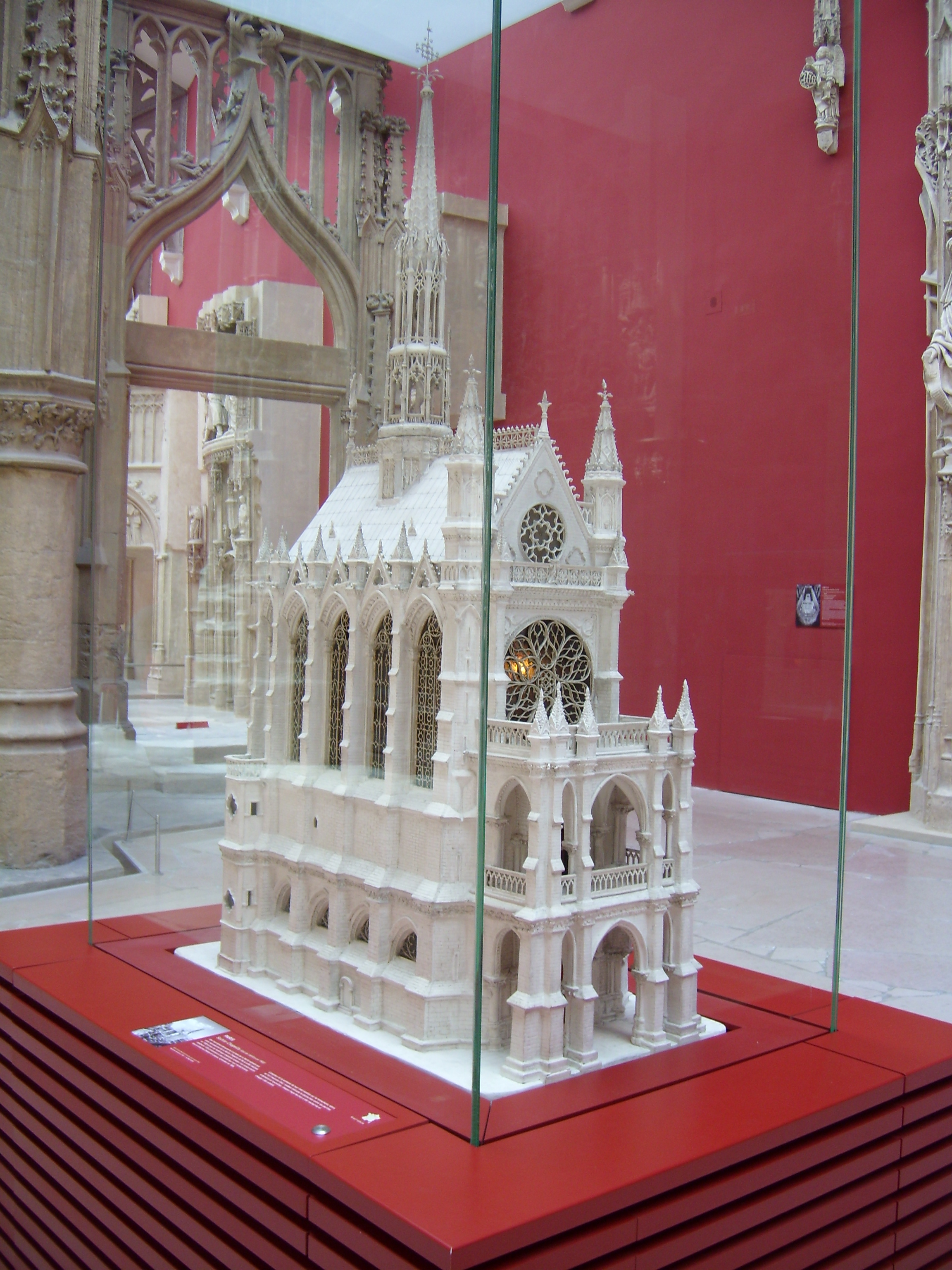
Макет Святой капеллы

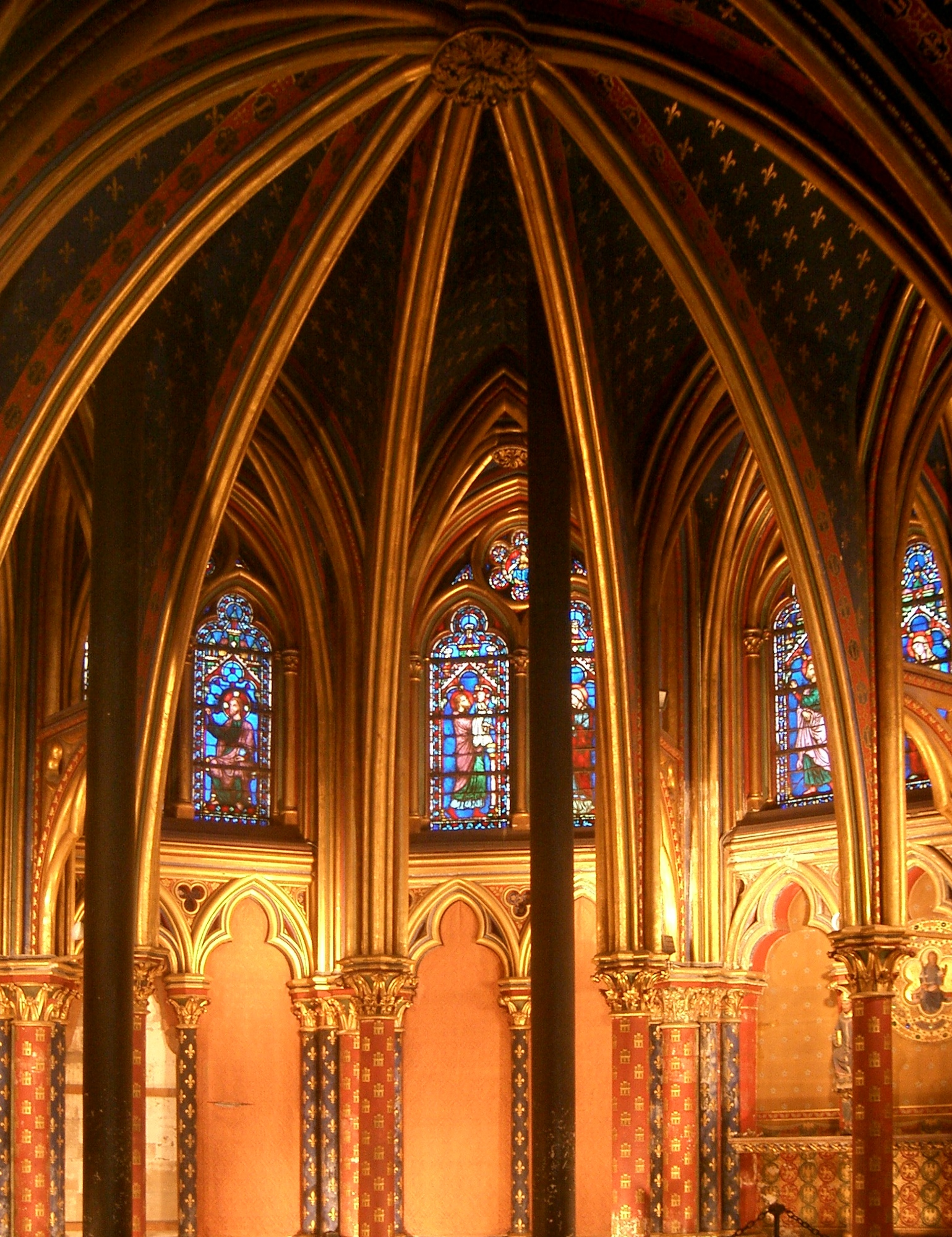
Нижняя капелла

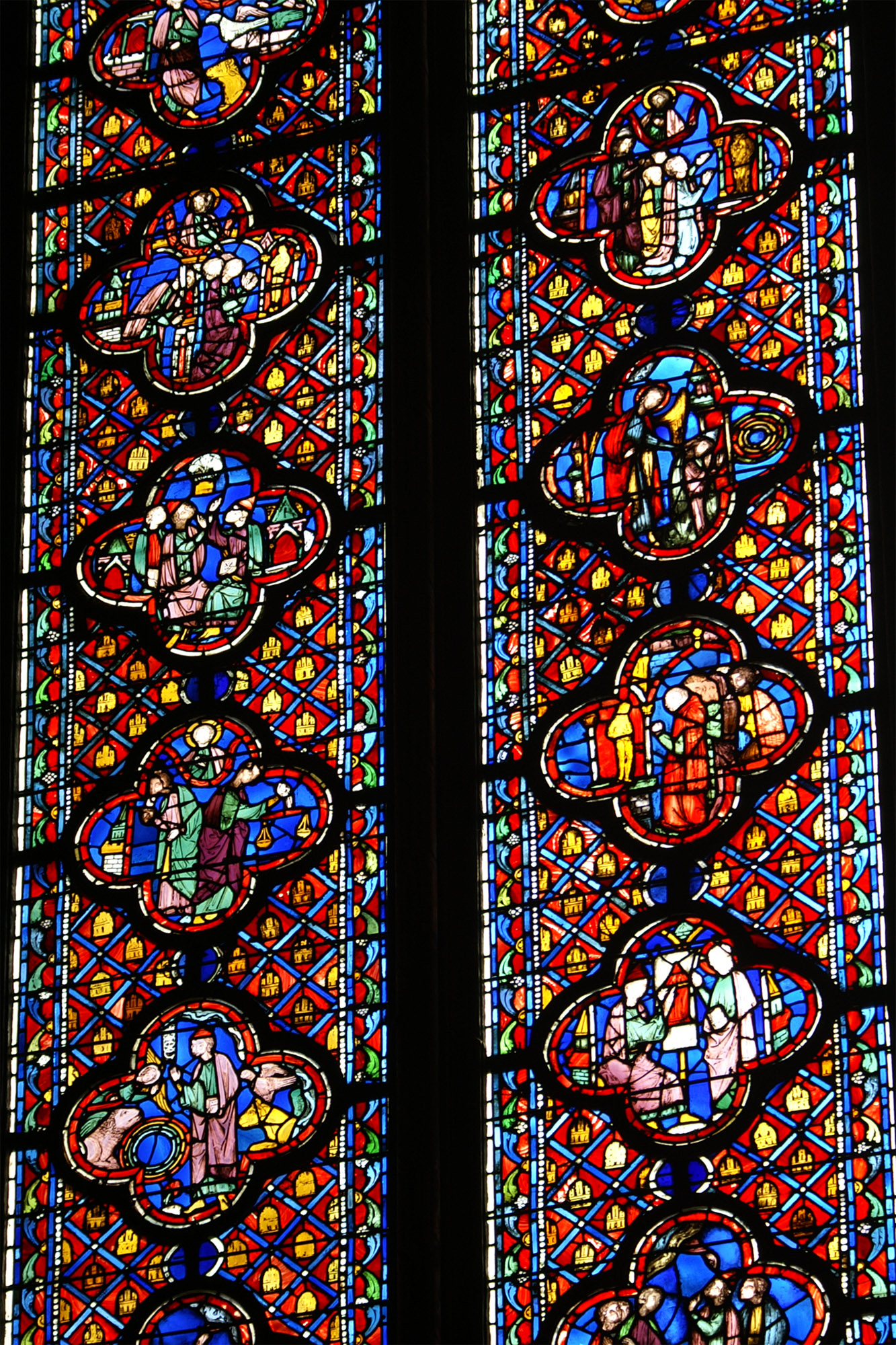
Фрагмент витража верхней капеллы

Двухуровневая Святая капелла имеет небольшие размеры: её длина 36 м, ширина 17 м, а высота  здания 42.5 Это здание с единым нефом, упирающимся в семигранную апсиду. Внутренний размер обоих нефов 33 м в длину и 10.7 м в ширину. Снаружи строгость фундамента и мощность контрфорсов противостоят лёгкости верхних частей здания, увенчанного деревянным кедровым шпилем высотой в 33.25 метра, таким образом высота всего сооружения 75.75 м. Шпиль изготовлен в XIX веке, но является точной копией шпиля XV столетия.
Наружная галерея, соединяющая капеллу с дворцом, вела в верхнюю капеллу, освящённую во имя Святого Креста и предназначенную для короля и его ближайшего окружения. Здесь, в богато украшенной раке, установленной на ажурном постаменте в глубине апсиды, хранились реликвии, обретённые Людовиком Святым. Нижняя капелла, освящённая в честь Девы Марии, была отведена для придворных, дворцовой гвардии и слуг.
Стены трёхнефной нижней капеллы с низкими сводами (высотой 6,6 м) украшены аркатурами в форме трилистника и двенадцатью медальонами с изображениями апостолов. На колоннах геральдические лилии на лазурном фоне чередуются с башнями Кастилии в честь Бланки Кастильской, матери Людовика Святого. Тонкие колонны поддерживают своды с росписью, изображающей звёздное небо. Надгробные плиты на полу отмечают места погребения хранителей церковной сокровищницы и каноников Сент-Шапели.
Верхняя капелла (с высотой свода 20.6 м), предназначенная для хранения прославленных реликвий, отличается великолепием. Мощь контрфорсов почти не ощущается благодаря продуманному распределению группы из девяти небольших колонн, скрадывающих объёмность каждой опоры. К колоннам приставлены статуи апостолов. Главным украшением верхней капеллы являются витражи. Их площадь составляет 600 м² и две трети из них — подлинные произведения витражного искусства XIII века. В витражах доминируют красный и синий цвета, что отличает их от более позднего круглого витража XV столетия на западной стороне капеллы. Витражи выполнены по мотивам библейских текстов, повествующих об истории человечества от сотворения мира до казни Иисуса Христа.
Каждое витражное окно поделено на стрельчатые арки и «читается» слева направо и снизу вверх. Пятнадцать витражей, от северной стены по часовой стрелке, расположены в следующем порядке: 1 — Бытие, 2 — Исход, 3 — Числа, 4 — Книга Иисуса Навина, 5 — Книга Судей Израилевых, 6 — Книга пророка Исайи и Иессеево Древо, 7 — Святой Иоанн Богослов и Детство Христа, 8 — Страсти Христовы, 9 — Святой Иоанн Креститель, 10 — Книга пророка Даниила, 11 — Книга пророка Иезекииля, 12 — Книги Иудифи и Иова, 13 — Книга Есфири, 14 — Книги Царств, 15 — История реликвий Страстей Христовых. С первого по четвёртый и последние четыре витража, расположенные вдоль нефа, составлены из четырёх стрельчатых арок, остальные образованы парой арок. Круглый витраж на западной стороне капеллы посвящён Откровению Иоанна Богослова.